# Casa Grondona
Casa Grondona è un edificio storico di Milano situato in corso Italia al civico 47.

## Storia
Il palazzo fu commissionato da Felice Grondona, proprietario delle officine meccaniche Grondona, che ne commissionò il progetto ad Enrico Terzaghi, già autore di palazzo Turati. L'edificio fu ultimato nel 1876 in uno stile ispirato al tardo rinascimento cinquecentesco.

## Descrizione
Il palazzo, scandito verticalmente in cinque partiture divise da paraste in bugnato, presenta al pian terreno una decorazione in bugnato. Il primo piano presenta due balconi più piccoli sui corpi laterali e un balcone maggiore nel corpo centrale retto da quattro pilastri a conci: sul balcone maggiore si aprono tre finestre con timpani ricurvi, mentre nei corpi laterali si alternano finestre con timpani ricurvi a finestre bramantesche. Il secondo piano presenta finestre con cornici più semplici e termina con decorazione a mascheroni.

## Galleria d'immagini

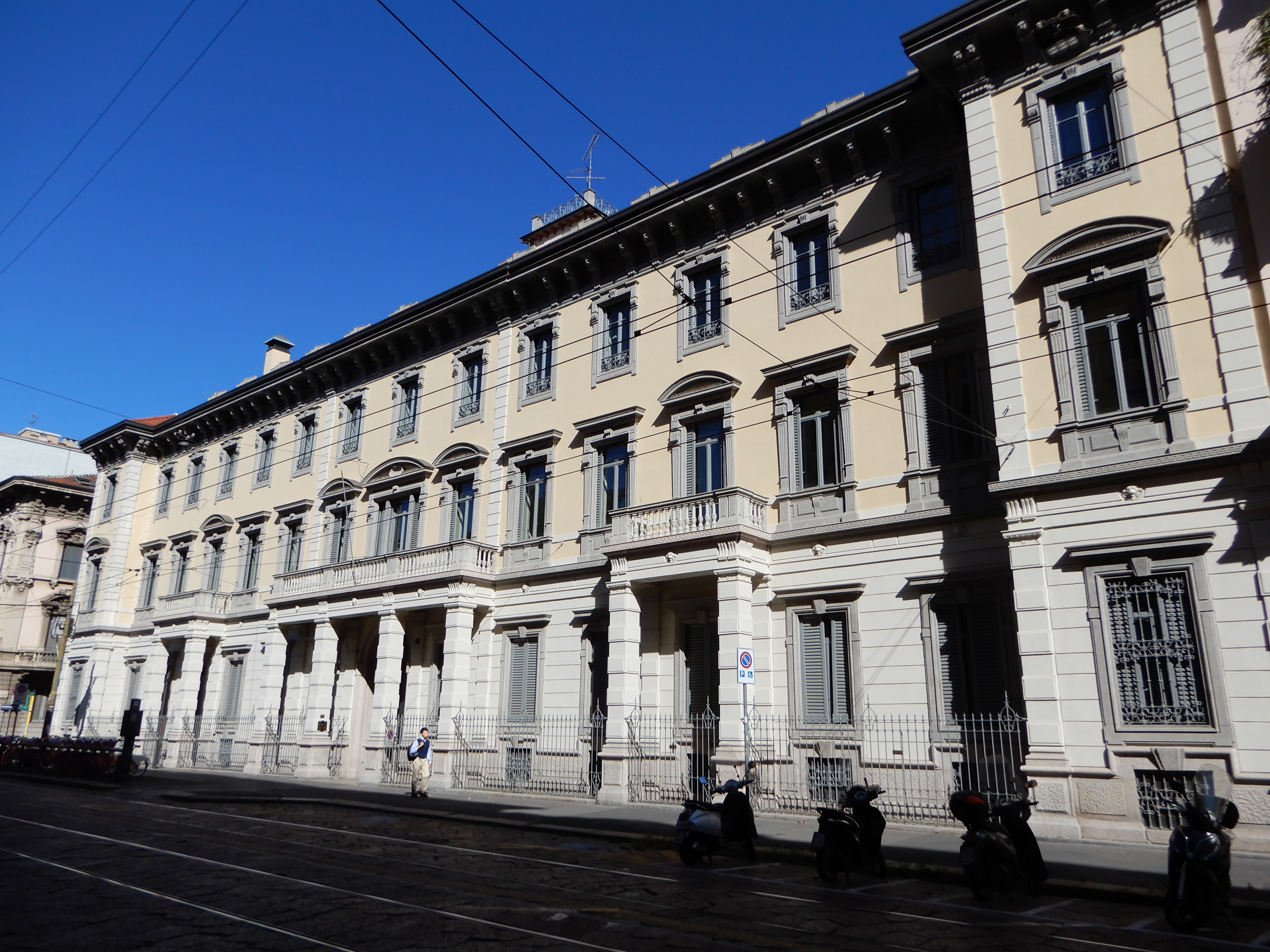
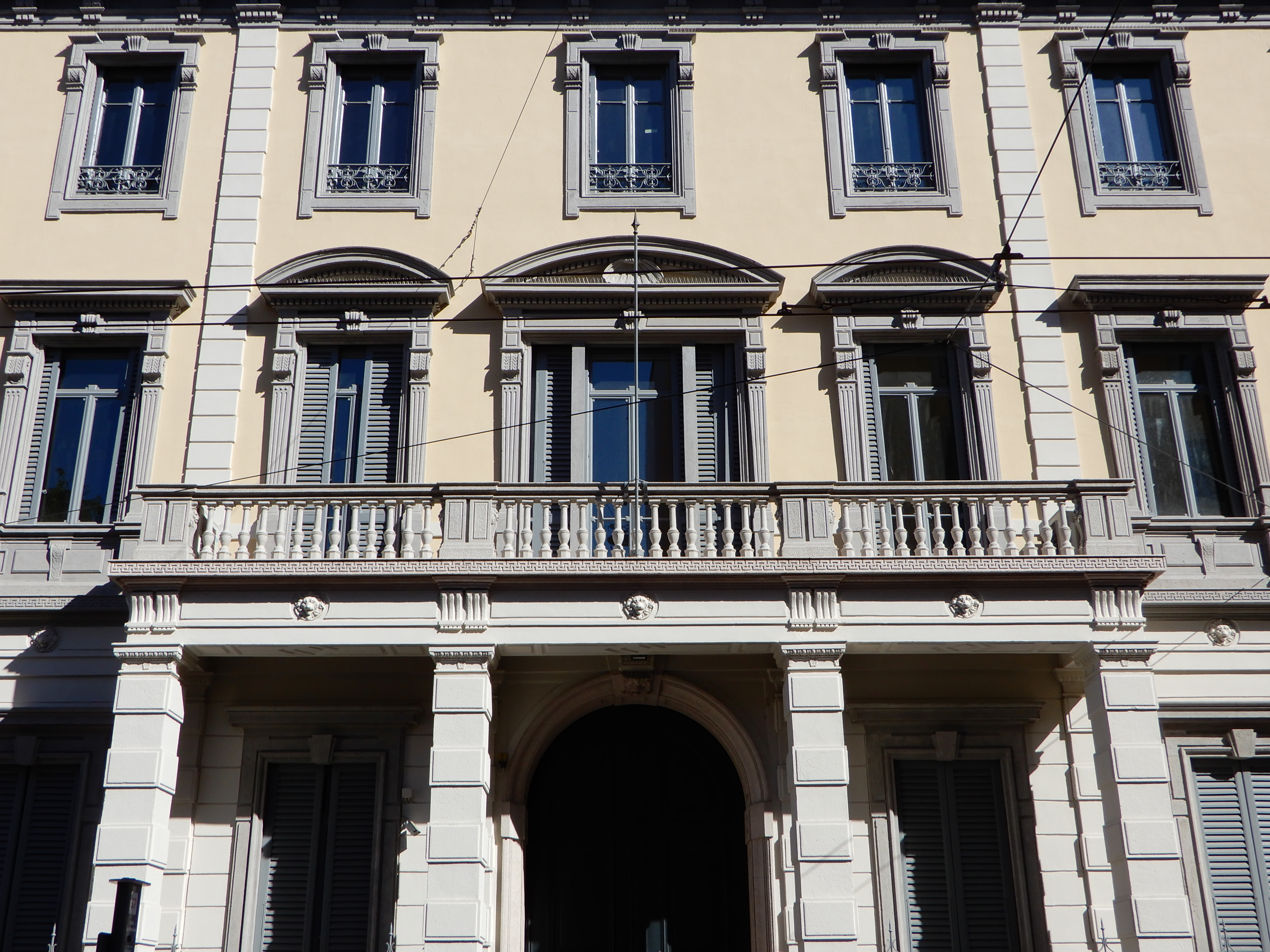
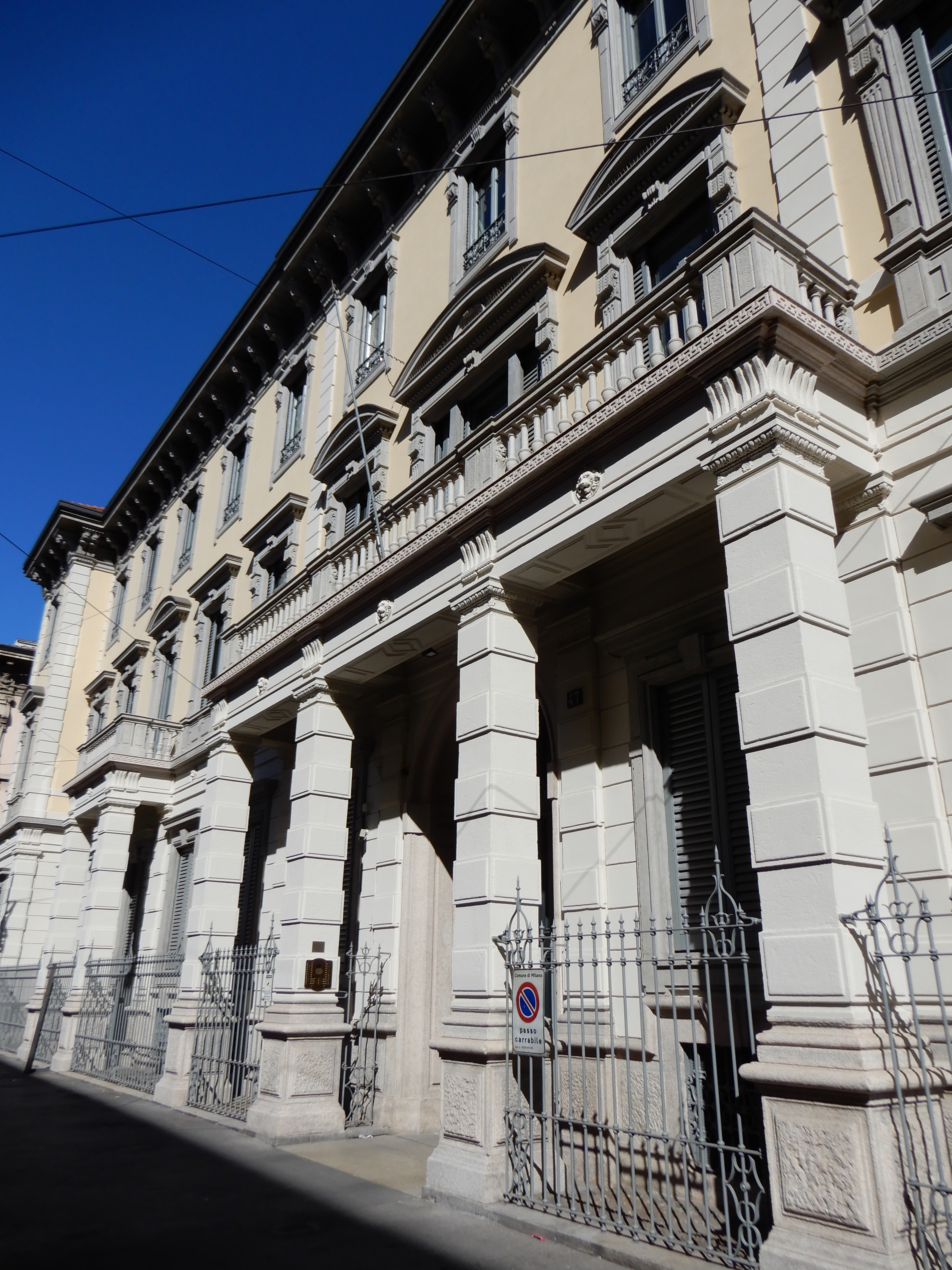